# Maison des Chevaliers (Viviers)
La maison des Chevaliers est une maison située à Viviers, en France.

## Localisation
La maison est située dans la commune de Viviers, dans le département français de l'Ardèche.

## Historique
Noël Albert, riche marchand de Viviers, enrichi par le commerce du sel et le détournement des impôts, a été consul de Viviers en 1533, bailli de l'évêque de Viviers pour la baronnie de Largentière, en 1557. Il représente l'évêque de Viviers aux États de Languedoc en 1560. À une date inconnue, il se convertit au protestantisme pour échapper à la justice royale.
En 1562 il est nommé parmi les chefs militaires huguenots et dirige le sac de la cathédrale de Viviers.
Après la paix d'Amboise il reprend ses activités commerciales jusqu'en 1567. La paix de Longjumeau refusant de donner des places de sûreté aux protestants, il s'oppose au roi. Il capitule, arrêté, il a été jugé par le parlement de Toulouse, condamné et décapité en 1568.
L'hôtel a été construit après l'achat de plusieurs maisons de part et d'autre de la rue de la République au XVe siècle. Un passage a été réalisé au-dessus de la rue de la République permet de relier le corps principal des bâtiments à une pièce qui a dû être une chapelle. Sur ce passage on voit des éléments de façade en réutilisation de décors plus anciens d'inspiration gothique : linteaux avec arcs trilobés, bandeaux avec des figures humaines et d'animaux en haut-relief.
Noël Albert a fait réaménager les différentes maisons qu'il a achetées pour en faire l'hôtel actuel entre 1545 et 1560. Les archives nous permettent de connaître quelques dates et les intervenants :
- 9 mars 1545 : contrat avec Loys Pic, dit Grinham, de Pont-Saint-Esprit, pour la façade ;
- 13 août 1546 : contrat avec Claude Thomas pour la construction d'une cheminée ;
- 25 janvier 1558 : contrat avec Georges de Vissieux pour la construction d'un escalier en vis ;
- 12 mars 1559 : achèvement de l'escalier et construction de deux galeries sur cour.

L'édifice est classé au titre des monuments historiques en 1984,.

## Description
La façade principale sur la place est à quatre niveaux couronnés par une génoise. Le décor est fait d'une superposition des ordres dorique, ionique et corinthien.
Sous les fenêtres, on peut voir au premier étage des personnages en haut-relief dans des médaillons, au second étage des frises représentant des combats de chevaliers, au troisième étage des rinceaux.

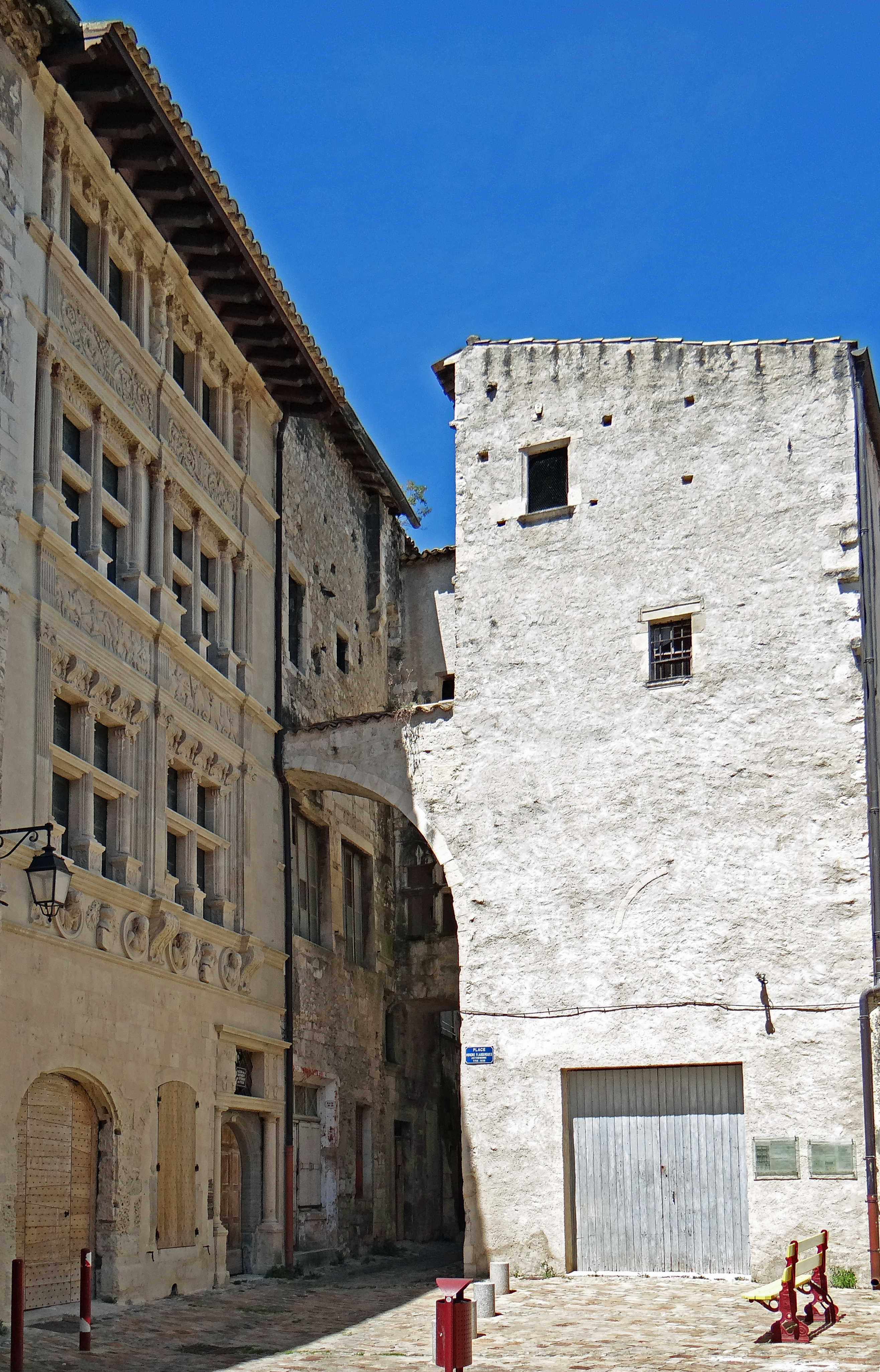
L'ensemble de la maison de chevaliers.
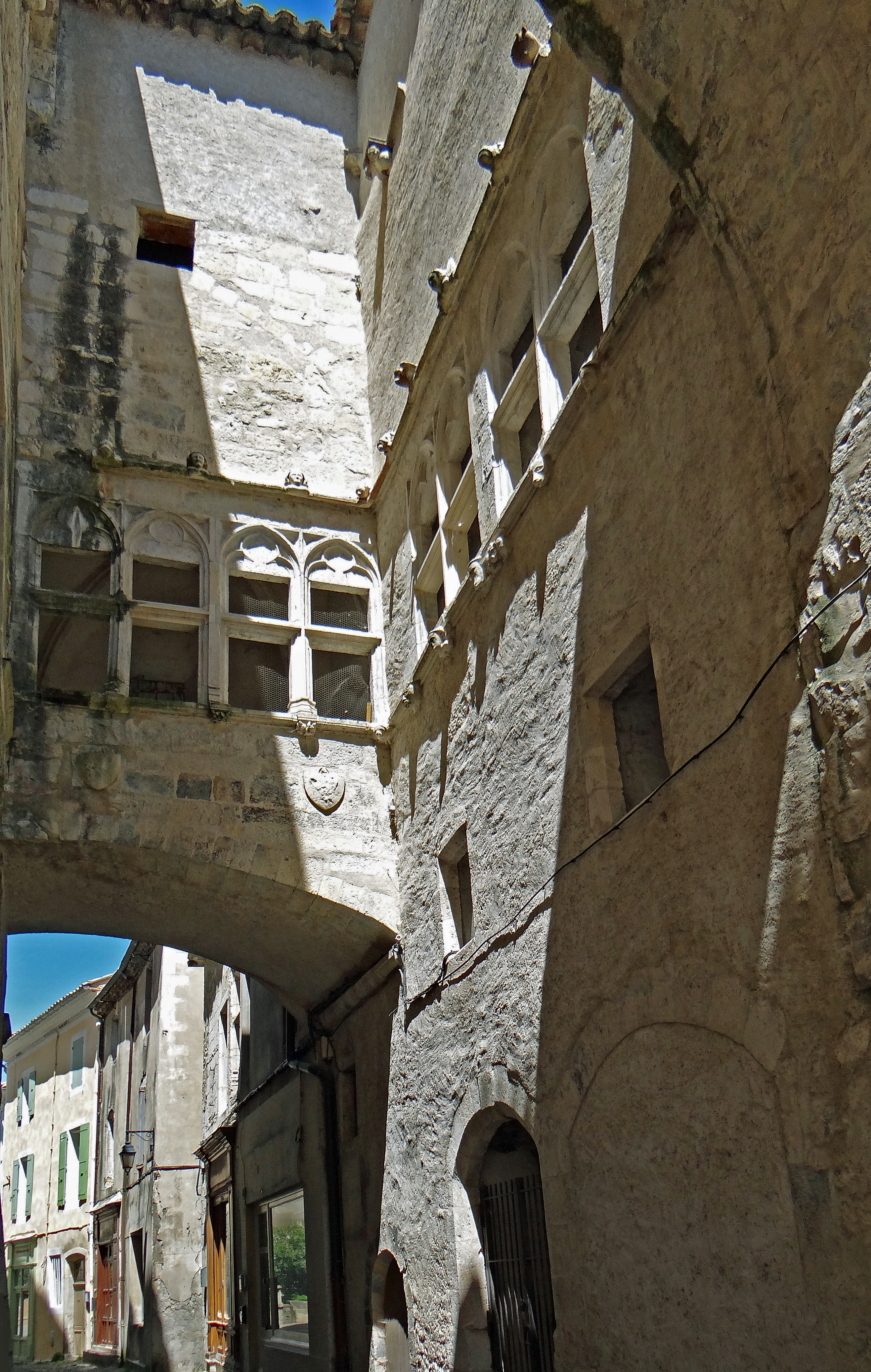
Le passage couvert réunissant la maison à l'ancienne chapelle, au-dessus de la rue de la République.
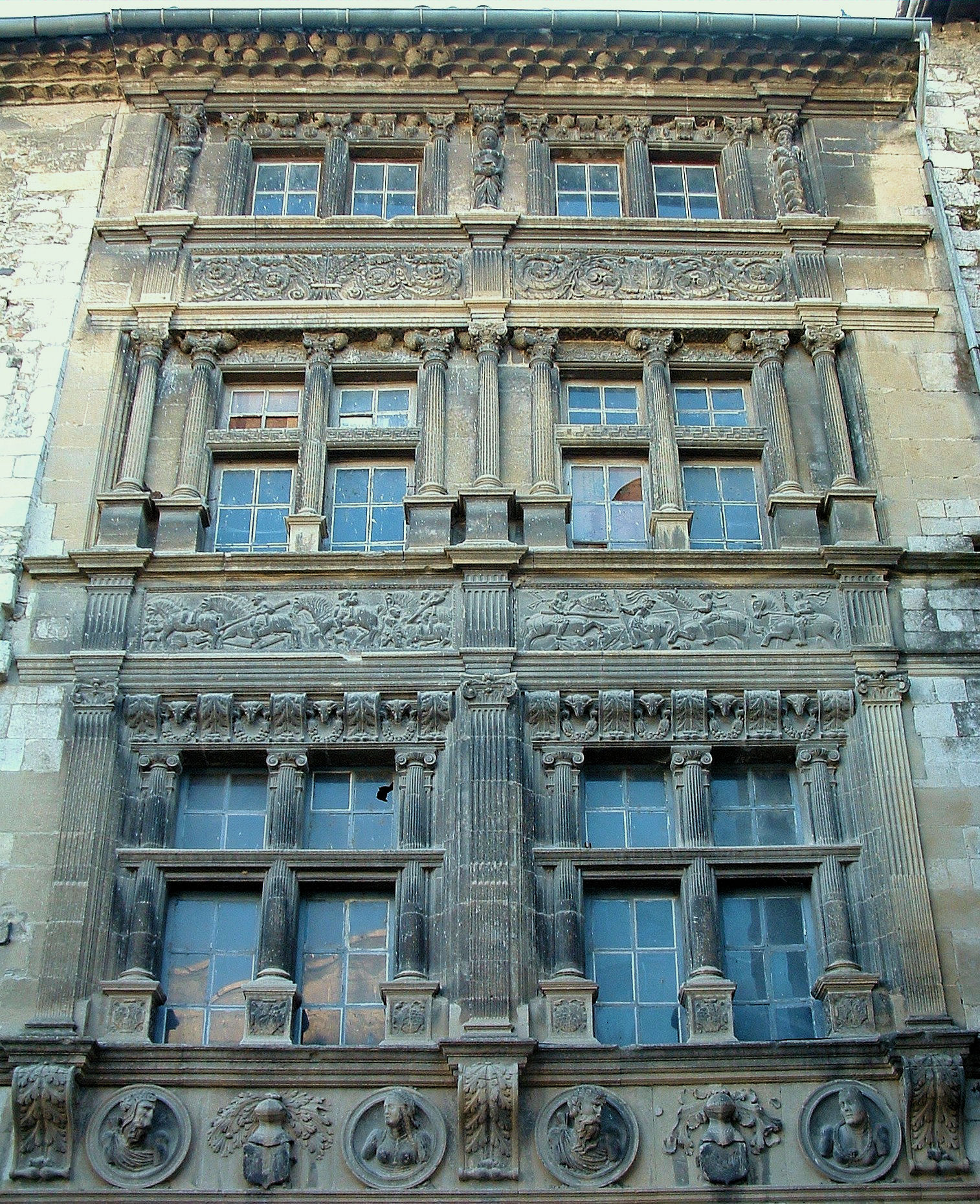
Maison des Chevaliers.
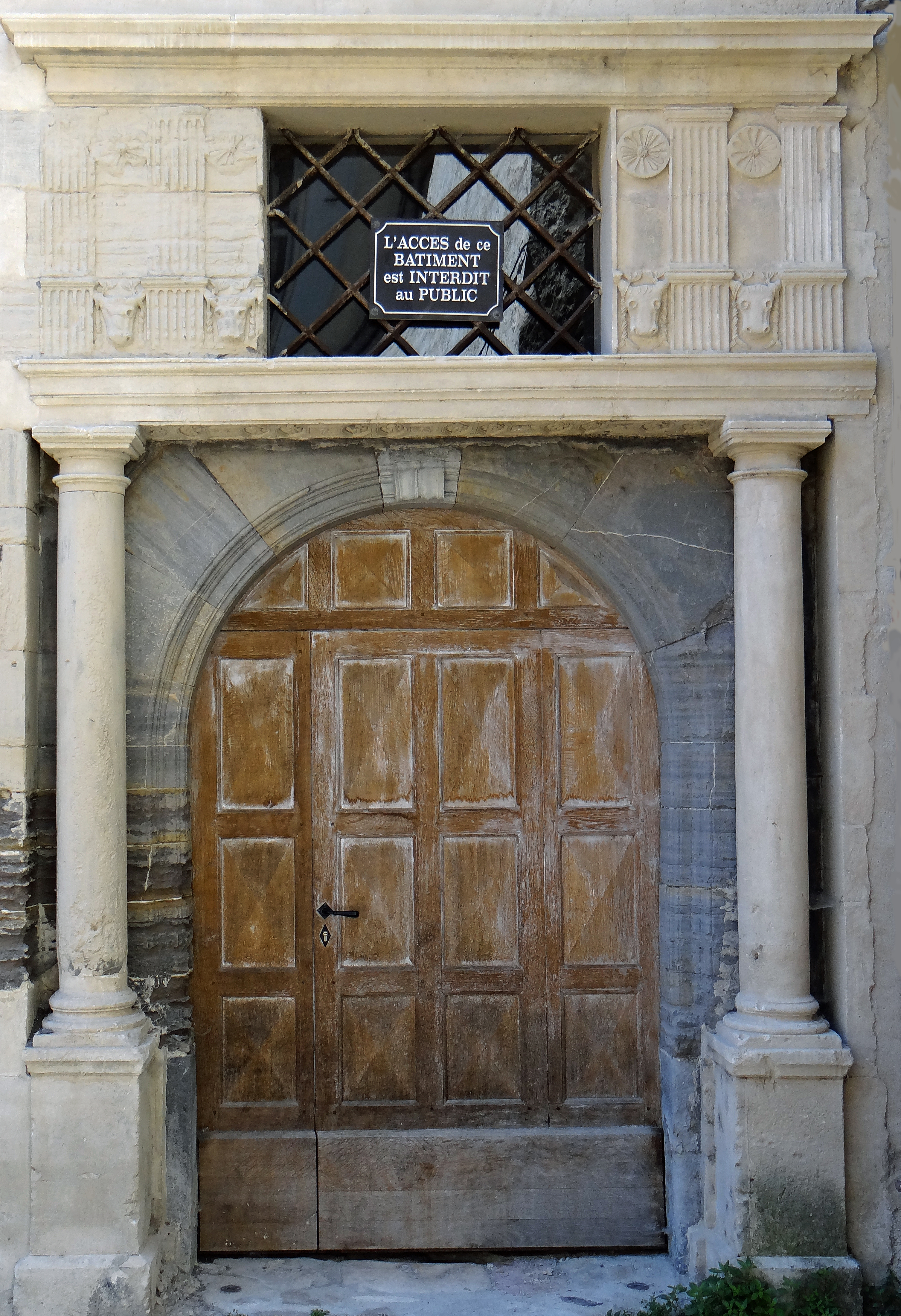
Porte avec décor de style dorique.
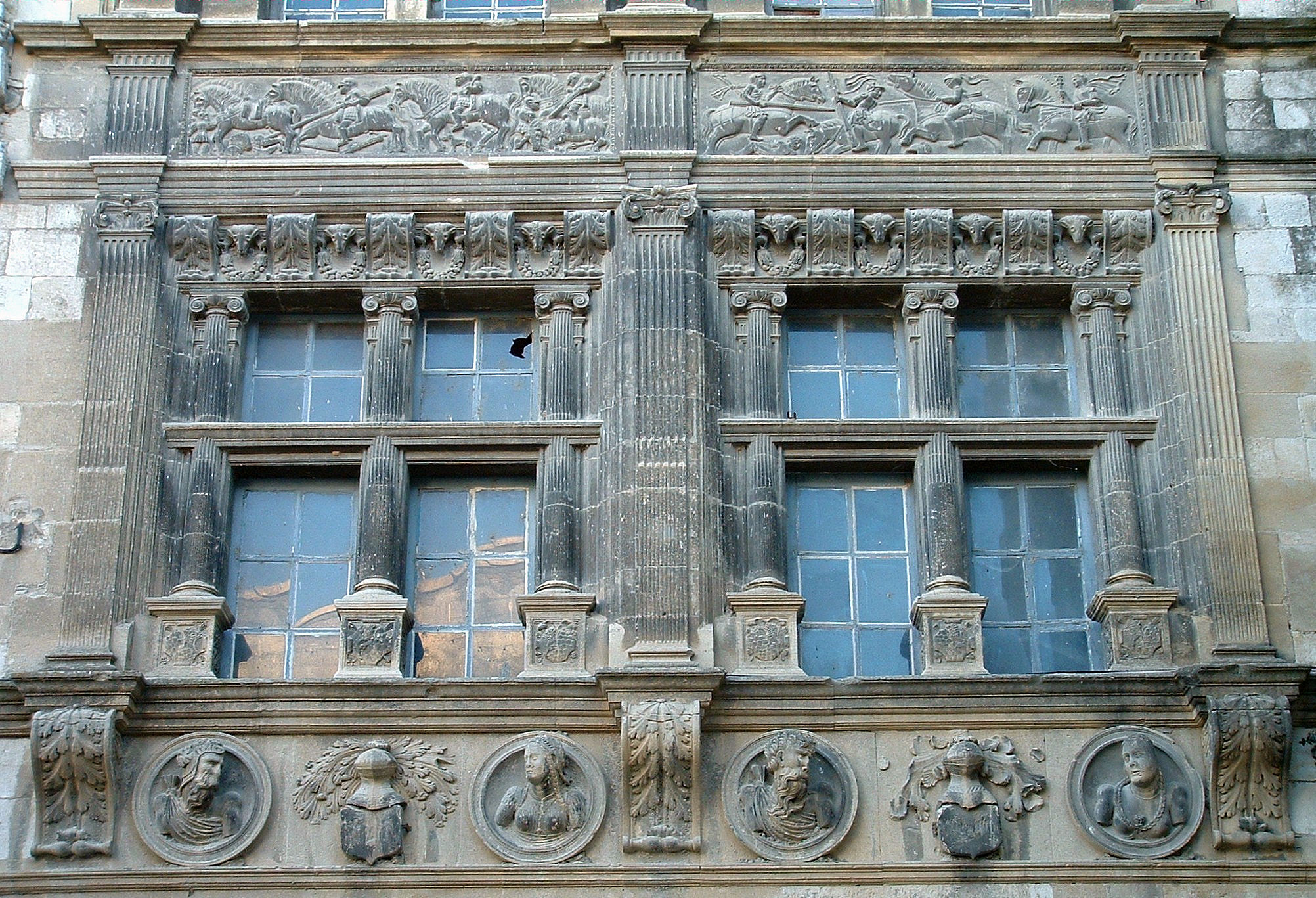
Maison des Chevaliers - Chapiteaux de l'ordre ionique.
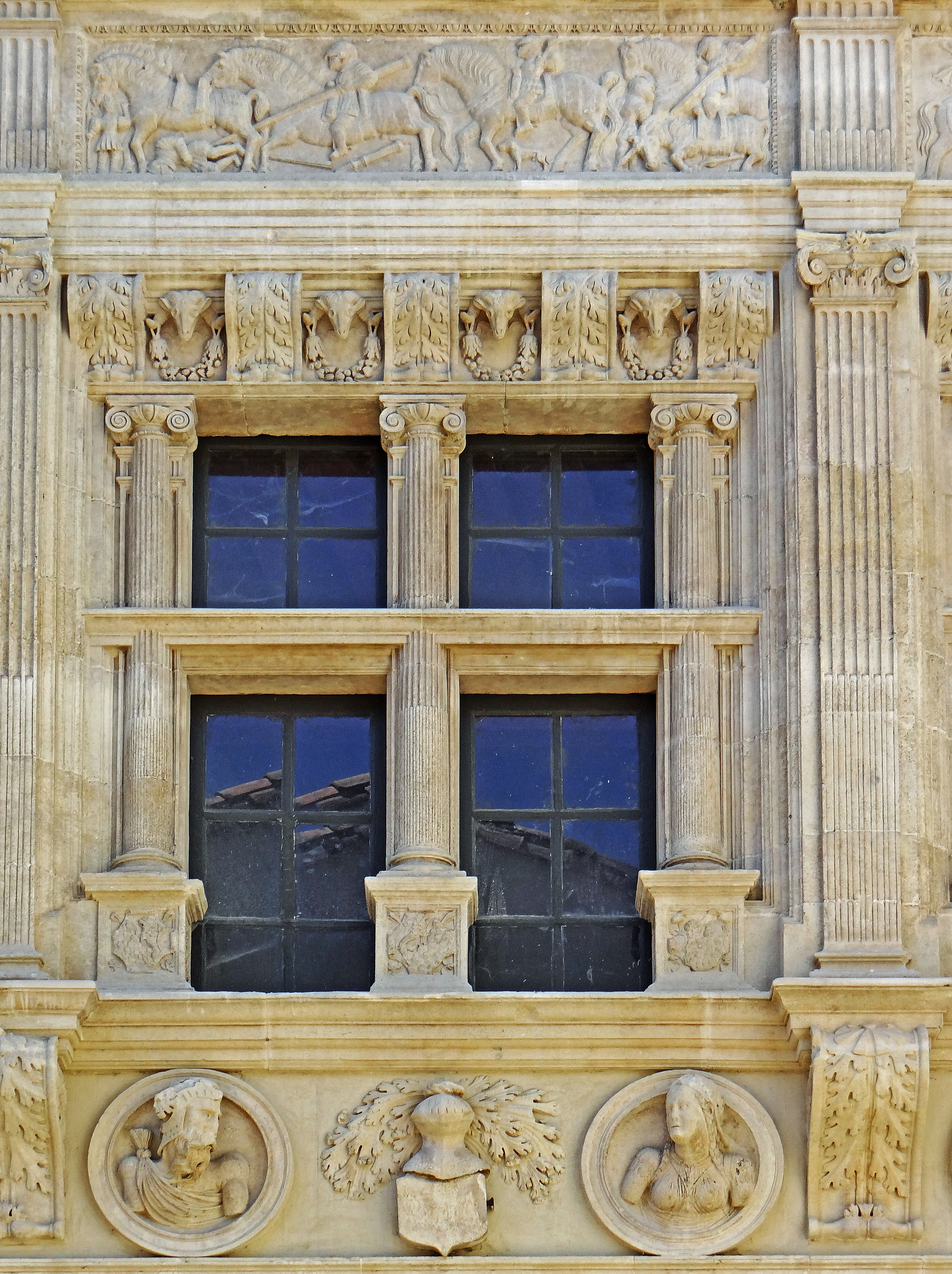
Maison des Chevaliers : une fenêtre du premier étage.
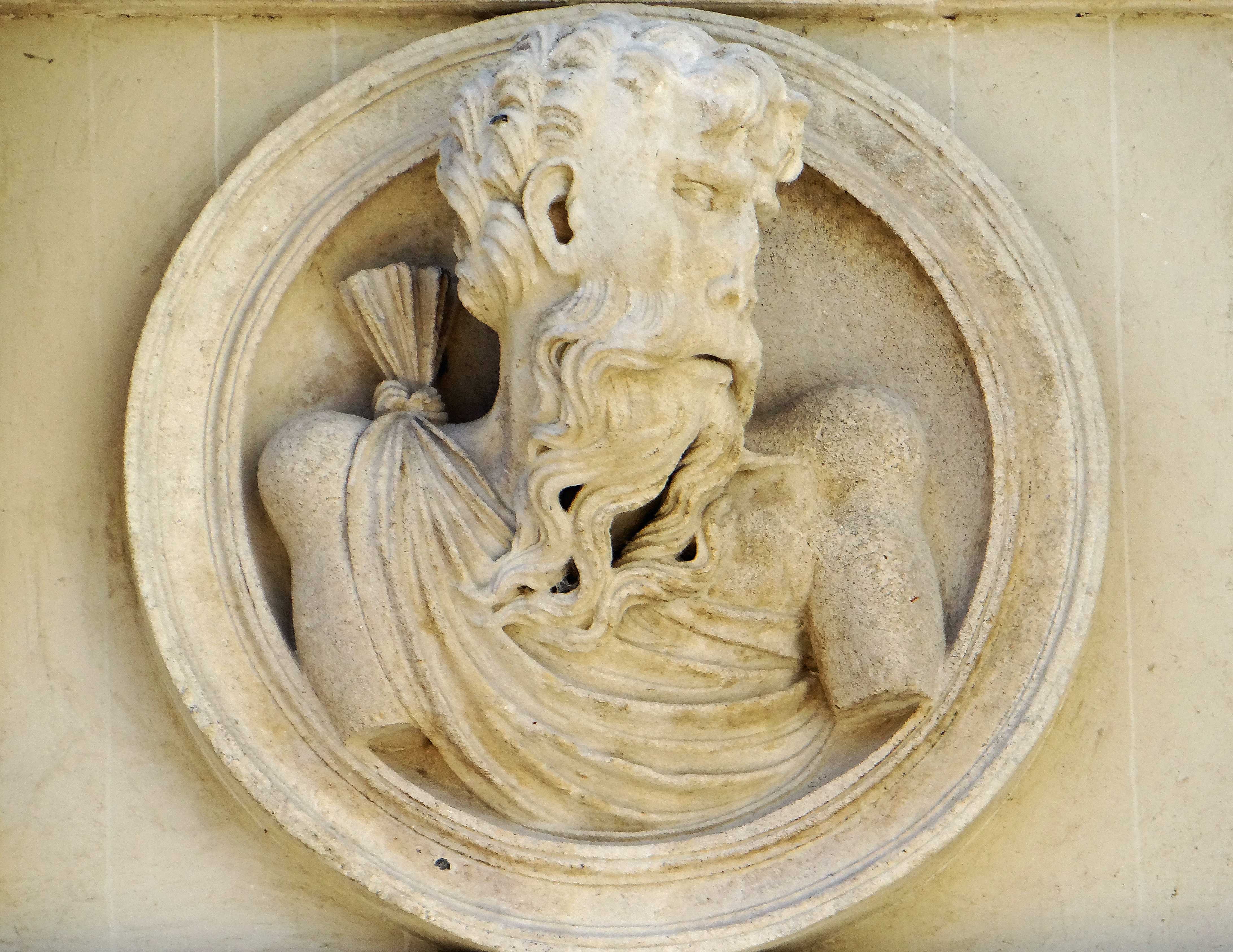
Maison des Chevaliers - Médaillon en haut-relief du premier étage.
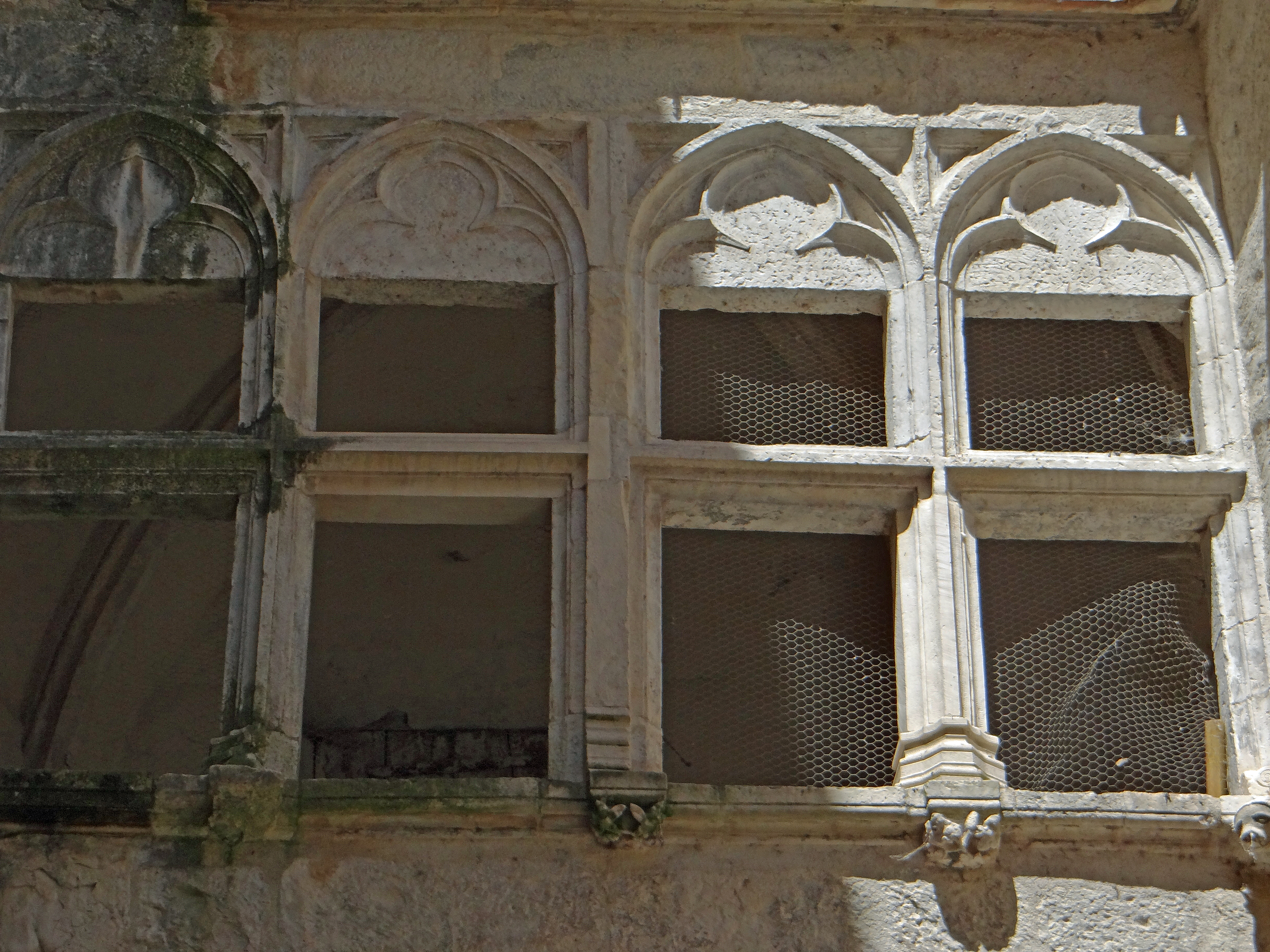
Décor du corps de passage au-dessus de la rue de la République.